# فرانکی عزیز
فرانکی عزیز (به انگلیسی: Dear Frankie) فیلمی محصول سال ۲۰۰۵ و به کارگردانی شان آرباچ است. در این فیلم بازیگرانی همچون امیلی مورتیمر، جرارد باتلر، جک مک الون، شارون اسمال و کل مک‌آنینچ ایفای نقش کرده‌اند.